# Fahlenscheid
Fahlenscheid ist ein Ortsteil der Kreisstadt Olpe mit 13 Einwohnern. In Fahlenscheid befinden sich die beiden einzigen Skilifte sowie die einzige Beschneiungsanlage auf dem Gebiet der Stadt Olpe.

## Geografie
Fahlenscheid liegt nordöstlich im Stadtgebiet von Olpe auf einer Anhöhe und ist über eine Seitenstraße von der B 55 zu erreichen. Direkt am Weiler liegt der Geschützte Landschaftsbestandteil Hohlweg südlich Fahlenscheid.

## Geschichte
Die Geschichte der Siedlung Fahlenscheid lässt sich gesichert bis ins Jahr 1502 zurückverfolgen. Seit der Gebietsreform durch das Gesetz zur Neugliederung des Landkreises Olpe, die am 1. Juli 1969 in Kraft trat, gehört Fahlenscheid administrativ zur Kreisstadt Olpe. Vorher gehörte es zur Gemeinde Rahrbach im Amt Bilstein.

### Geschichtlicher Abriss Fahlenscheids
Der auf knapp 600 m gelegene, höchste bewirtschaftete Ort des Kreises Olpe ist in historischer Hinsicht eher marginal in Erscheinung getreten. Die „Heimatstimmen“ verzeichnen wenige vereinzelte Erwähnungen, die alte Chronik des Kreises Olpe erwähnt den Ort gar nicht und im ersten Band der neuen groß angelegten Chronik der Stadt Olpe bringt es der Fahlenscheid auf vier Zeilen. Für die umliegenden Ortschaften, wie Rahrbach, Kruberg, Rehringhausen, liegen mittlerweile umfangreiche Darstellungen vor, für den seit Jahrhunderten aus drei Höfen bestehenden Weiler gibt es dagegen keine systematische historische Darstellung. Inhaltlich eröffnet die Gesamtbetrachtung des Weilers Fahlenscheid die Möglichkeit, unterschiedliche geschichtliche Entwicklungen anhand eines einzigen geschlossenen Ortes darzustellen.

### Vorgeschichte
Zur Ortsnamensdeutung in den Wortbestandteilen „fahlen“ und „scheid“ gibt es mehrere Möglichkeiten. Zu dem Bestimmungswort „fahlen“ werden in der vorfindlichen Literatur zwei Versionen diskutiert. Die eine zielt auf die Fahlerze, die andere auf die Bezeichnung Falen für Sachsen. Zwar gibt es Nachweise von kleineren Erzgrabungsstätten in der unmittelbaren Umgebung von Fahlenscheid, die Hauptschwäche dieser Version liegt jedoch in der Begriffsverwendung von „Falen“ für Arten von metallischen Verbindungen. Der Wortgebrauch findet in der Bergbaukunde eindeutig erst im späten 16. Jahrhundert Verwendung. Die ebenso fragwürdige „Falen“=„Sachsen“-Vorstellung nimmt ihre Legitimation aus der Zeit der Auseinandersetzung zwischen den Franken und Sachsen, deren sehr lockere Trennlinien in der Tat in den Raum des nördlichen Sauerlandes bis zur Eder zu finden sind. Jedoch lag das menschenleere Hochplateau des Fahlenscheids zu weit ab von dem Hauptkampfgebiet und war strategisch ohne jeglichen Abgrenzungswert. Beide Sichtweisen teilen in Bezug auf das Bestimmungswort Falen/Fahlen den Nachteil einer assoziativen und isolierten Betrachtungsweise, die vordergründig auf begriffliche Verknüpfungen zielt und darauf verzichtet, die umgebenden Flurnamen in eine sprachhistorische Gesamtbetrachtung mit einzubeziehen. Diese Mängel werden aufgehoben in einer ausführlichen sprachgeschichtlichen Expertise des germanistischen Seminars der Justus-Liebig-Universität Gießen. Sie verweist auf das bis zum altsächsischen rückführbare, mittelhochdeutsche „val“ = bleich, grau, fahl und leitet die Begriffsbildung des Höhenzuges aus seinem grauen, fahlen Aussehen her. Das passt sehr gut in das phänomenologisch ausgerichtete Sprachbildungsmuster der angrenzenden Flurnamen, wie: Steinbrink, Am rothen Stein, Am Höchsten, Winterschlade usw., die alle die sichtbaren und unwirtlichen Erscheinungen der Höhenlage zum Ausgangspunkt ihrer Bezeichnungen nehmen.
Zu dem Grundwort „scheid“ gibt es ebenso unterschiedliche Erklärungsmöglichkeiten. Eine Deutungsversion bemüht das bis ebenso in das Altsächsische rückführbare „schede“ beziehungsweise „scheid“ und würde als eine Ausscheidung zu verstehen sein, also eine Ausscheidung aus dem Markenwald als einem Stück Rode-Land, das sich zum Siedeln eignet. Eine andere Erklärungsoption bezieht sich auf das im bergischen Land bei Flur- und Ortsnamen verbreitete mnd „schide“ beziehungsweise „scheid“ und bedeutet Grenze, trennender Bergrücken, Wasserscheide. Demnach würde der Höhenzug die benachbarten Tallagen abtrennen und würde als Lenne-Bigge-Wasserscheide fungieren. In dieser Version wird der Fahlenscheid etymologisch charakterisiert als der fahle Bergsattel, der die Landschaft und die Wasserläufe scheidet. Das Fehlen von Flurnamen, die auf „rod“ oder „hagen“ enden, deutet darauf hin, dass die Fahlenscheider Geländebezeichnungen schon vor der Kultivierungs- und Besiedlungsepoche bestanden und diese beibehalten wurden.
In Bezug auf die Siedlungsvorgeschichte datieren lokale Publikationen die Erstbesiedlung des Fahlenscheid in einen Zeitraum von um die Jahrtausendwende bis 13./14. Jahrhundert, ohne dafür jedoch nachvollziehbare Gründe zu liefern. Laut Becker war die Besiedlung der höheren Rothaartäler bis zum 11. Jahrhundert nahezu abgeschlossen. Für die den Fahlenscheid umgebenden tiefer liegenden Orte, wie Rahrbach, Kruberg, Veischede und Rehringhausen, trifft das zu. Nach Besetzung dieser Niederungslagen konnte Neuland hier nur noch auf den flusslosen Kammlagen gewonnen werden. Der bis in das frühe 16. Jahrhundert nachweisbare Ortsnamenstypus mit dem Präpositionalzusatz von up dem, uff deme, auf dem Fahlenscheid, deutet sprachgeschichtlich und damit siedlungsgeschichtlich recht sicher auf eine demgegenüber spätere Gründung zu hoch- oder spätmittelalterlichen Zeiten hin. Die Etymologie der Flurnamen wie Steinbrink oder Winterschlade bestätigt diese zeitliche Festlegung. Nach Auswertung der semantischen Analysen des Ortsnamens und der Gemarkungsbezeichnungen wird die Entstehung des Ortsnamens Fahlenscheid auf die Zeit um die Jahrtausendwende eingeengt und die Erstbesiedlung auf dem bilsteinschen Gebiet, dem sogenannten Forst Wildbann für die Zeit des 14. Jahrhunderts vermutet. Becker/Mieles nehmen das 15. Jahrhundert an. Eine Gründung durch ein Kloster lässt sich ausschließen. Für die Platzierung der Fahlenscheider Ansiedlung zu diesen Zeiten mag vielleicht die halbe Wegstrecke zwischen den bereits bestehenden Ortschaften Kruytberth und Rairbecke einerseits und Overn Feyscheid von Bedeutung gewesen sein. Ausschlaggebender dürfte der kleine Grundwasser führende Talzug gewesen sein.
Das vorhandene Quellenmaterial aus den Jahren 1666, 1695 und zuletzt 1736 belegt zunächst eine reihenförmige Anordnung der Hofstellen in dem Tal der Fahlmicke, eine nach Hömberg für das Sauerland typische frühe Siedlungsform, in der sich die Geländevorgaben widerspiegeln. Der heutige, höher gelegene halbrunde Ortsgrundriss dürfte erst im 18. Jahrhundert entstanden sein. Nicht ganz von der Hand zu weisen ist die Vermutung, dass vor einer dauerhaften Besiedlung in der geschützten Lage eine sommerlich genutzte Hirten- oder Köhlerhütte bestanden haben könnte.

### Ersterwähnung
Als ein gesichertes Dokument der Ersterwähnung des Fahlenscheids kann ein Eintrag im Inventar des Graf von Spee’schen Archivs in Ahausen aus dem Jahre 1502 gelten.
In dem verbrieften Fall bestätigt der Bilsteiner Amtmann Westvelingh, dass bei Johann, dem Vogt von Elspe, eine Else, die als Hans Teilgens Tochter vom Fahlenscheid bezeichnet wird, mit einer anderen Else, die Kurt Kalves Tochter ist, die Zugehörigkeit gewechselt hat. Damit wird die Elsper Else selbst und alles was von ihr geboren wird, frei sein, und die freie Fahlenscheider Else begibt sich in einem Tauschverfahren in die Eigenbehörigkeit des Vogts von Elspe. Johann Westvellingh beglaubigt dieses mit seinem angehängten Siegel: datura anno domini milesimo quingentesimo secundo, ipse die vinculo sante petri, gegeben 1502, gleicher Tag wie St. Peter in Ketten, am 1. August.
Diese Quelle ist nicht nur bedeutsam als die gesicherte Form der Fahlenscheider Ersterwähnung. Gleichzeitig gibt dieses Dokument inhaltlich Auskunft über unterschiedliche agrarische Rechtsverhältnisse in dem heimischen Raum. Wie schon oben erwähnt, war Fahlenscheid eine Gründung des Hauses Bilstein im 14./15. Jahrhundert. Damit waren in Bezug auf den Rechtsstatus die Prämissen fixiert, die im prinzipiellen für die nächsten drei Jahrhunderte keine Veränderung mehr aufweisen. Die im Geltungsbereich der Edelherren von Bilstein lebenden Bauern besaßen den Status der Freien, sie waren freibilsteinische Bauern, manchmal auch Stuhlfreie genannt. Sie konnten ihr Gut verlassen oder es prinzipiell veräußern oder vererben. Jedoch war der oben erwähnte Fahlenscheider in seinen Veräußerungs- und Vererbungsmöglichkeiten eingeschränkt. Als nicht minder aufschlussreich erweist sich in dem Dokument von 1502 die Verwendung des Begriffs der Zugehörigkeit für die Bauern des benachbarten Vogts von Elspe. In dieser für das späte Mittelalter des 15. und 16. Jahrhunderts typischen agrarischen Rechtsform konnten die leibeigenen Personen den Hof eines junkerlichen Grundherrn nicht verlassen. Kinder von Eigenbehörigen wurden wieder zu Eigenbehörigen. Eine Aufhebung der Zugehörigkeit ist nur im Rahmen eines Freikaufs oder eines amtlich genehmigten Tauschverfahrens möglich: ein Freier oder eine Freie wechselt durch Heirat in den Status eines Eigenbehörigen, wie die oben erwähnte Fahlenscheider Else, deren Nachkommen wieder Abhängige des Vogts von Elspe sind. Bei Verheiratung von Eigenbehörigen untereinander wurde eine Heiratsabgabe, der Bedemund, fällig, und – zynisch genug – im Falle des Todes war er ein sogenanntes Mortuarium zu leisten: für den Mann ein Pferd, für die Frau eine Kuh.
Ein halbes Jahrhundert später, im Jahr 1555, ist für den Fahlenscheid die Rede von „Pachtgütern des Hauses Bilstein, die alle 8 Jahre neu gewonnen werden müssen“. Unter dieser Überschrift werden neben weiteren 20 Namen: die beiden Schulten auf dem Farenscheit aufgeführt. Mit der Begrifflichkeit von den Pachtgütern ist der Rechtsstatus der Fahlenscheider genauer definiert. Sie sind freibilsteinische Pächter, die ihr Gut zwar verlassen, es aber nicht verkaufen oder vererben können. Die Bindung an das Gut erfolgt im Rahmen einer nur achtjährigen Befristung mit der Möglichkeit weiterer Verlängerungen, allerdings jeweils nach Ableistung eines förmlichen Wiedergewinnungsverfahrens.
Über die Anzahl der Höfe im Jahr 1502 gibt es keine Informationen. Die Schatzungsregister von 1543 weisen Schatzpflichtige auf zwei Hofstellen auf: Heinrich, der Beckerschen Mann und Thonis Schulte sein Nachpar. Beide werden mit der stattlichen Summe eines ganzen Guldens veranschlagt. 23 Jahre später, im Jahr 1565 weisen die Schatzungsregister die Anwesenheit von drei abgabepflichtigen Namen auf: Mertin uff dem Valenschiedt, Thonniß ibidem und Veltin uff dem Valenschied.
Veltin wird weiterhin mit 1 Gulden veranschlagt, während sich die Abgabenhöhe des Thonniß Schulte auf 2 Gulden verdoppelt. Da es nur wenige im Rahrbacher Kirchspiel auf diesen Betrag bringen, kann Tonis Schulte als wohlsituiert gelten. Ganz im Gegensatz dazu fällt Mertin in seiner Ertragskraft rapide ab, er leistet nur 1 Ort, die damals kleinste Untereinheit des Guldens. Ein unbekanntes Ereignis muss Mertin an den Rand des wirtschaftlichen Ruins gebracht haben.
Zur gleichen Zeit verändert sich die registrierte Einwohnerzahl von Kruberg:
- 1536 = 10 Personen
- 1543 = 15 Personen
- 1565 = 17 Personen

Die 1565 erwähnten drei Personen: Sowohl die Beckersche, als auch deren Ehemann Heinrich, samt dem späteren Mertin stammen alle aus Kruberg, die als Veltin (Valentin) bezeichnete Person kommt mit großer Wahrscheinlichkeit aus Welschen Ennest, deren Einwohnerzahl nach Auskunft der alten Schatzungsregister auch ansteigt. Die Zahlenentwicklung gibt zu der begründeten Vermutung Anlass, dass der Fahlenscheid seine Existenz dem im 16. Jahrhundert auch für das Kirchspiel Rahrbach spürbar werdenden Bevölkerungszuwachs verdankt.
Die wachsende Zahl der Siedler auf dem Fahlenscheid muss zu einer Zunahme des landwirtschaftlichen Flächenbedarfs geführt haben und damit zu einem Bedarf an der Neuverteilung von Grund und Boden. Das mag das folgende Zitat belegen. In einer Tagebucheintragung vom 2. September 1579 hält der Land- und Erbdroste Caspar von Fürstenberg in seinem Tagebuch fest: „Uf der Hengstebecke im arn mit hern Friedrich gewesen. … Der richter den augenschein uf dem Falenscheidt zwischen dem pastor zu Rarbeck und reverendissimo eingenommen und Steine gesatzt.“ Demnach hat der Bilsteiner Verwaltungschef in seinem Hoheitsgebiet neue Grenzsteine gesetzt. In diesen Zusammenhang passt sehr gut der Fund eines Grenzsteins in Fahlenscheid im Jahre 1978. Auf diesem etwa 1 m hohen und 0,35 cm breiten Stein sind ein Kreuz in der Art eines Schweizer Kreuzes und der Buchstabe B zu erkennen. Das Kreuz steht für die Kirche und das B dürfte für Bilstein stehen. Damit dürfte es sich bei dem aufgefundenen Stein um eine Grenzmarkierung zwischen kirchlichem und bilsteinschem Besitz handeln.

### Pachtdokumente
Das erste ausführliche Pachtdokument, das differenziert Auskunft gibt über die damals üblichen und unterschiedlichen Abgabeverpflichtungen stammt aus dem Jahr 1596. Im Lagerbuch über die westfälischen Renten heißt es für den gesamten Ort „Fallenscheidt“: „Schatzung insgesamt: 1 ¾ Goldgulden. an Bede 14 ß (Schilling). an Dienstgeld 4 Rhtl. 4 Hühner“. In der Wiedergabe von Scheele wird folgendes ausgeführt:
„Nun die drei kleinen Halbhöfe, die zum Haus Bilstein und dem Kurfürsten gehören, geben folgende Pacht: Joest Winter 2 Scheffel Roggen, 2 Scheffel Hafer, 20 Eier, 1 mageres Schwein. Peter daselbst dasselbe. Widtwe Mertens dasselbe. Alle 8 Jahre beim Gewinn 1 mager Schwein.“
Dieses Pachtprotokoll wirft aus verschiedenen Gründen ein interessantes Licht auf damalige Abgabeverhältnisse. Die vertiefende Betrachtung einzelner Passagen verhilft zu ein paar grundlegenden Erkenntnissen.
Es werden fünf unterschiedliche Abgabenarten erwähnt:
- Schatzung: Sie bezeichnet eine Art Sondersteuer, die zunächst nicht ständig, sondern nur bei Vorliegen besonderer Anlässe erhoben wurde; sie musste jeweils von den Landständen genehmigt werden. In der zweiten Hälfte des 16. Jahrhunderts wird die Schatzung zu einer regelmäßig wiederkehrenden Abgabe, die den Hauptteil der Staatslasten zu erbringen hatte. Die Höhe der Schatzung war besitz- beziehungsweise einkommensabhängig, sie wurde auch von den Knechten und Dorfscheppern erhoben.
- Bede: Auch sie stellt eine Art Schatzung dar, die allerdings regelmäßig als Frühjahrs- und Herbstbede abzuführen war. Das Zahlenverhältnis der beiden Abgabenarten untereinander zeigt die geringe Bedeutung der Bede gegenüber der Schatzung.
- Dienstgeld: Dieses bezeichnet eine geldliche Ablösung von Hand- und Spanndiensten dem Grundherrn gegenüber, in diesem Fall 2 Gulden pro Gespann. Hand- und Spanndienste der Fahlenscheider in Geld abzulösen war fast zwingend angesichts der Unsinnigkeit, mit einem Gespann 8 km zum Grundherren nach Bilstein zu ziehen, um dort zu ernten oder zu ackern. Das machten sie für ihn auf dem Fahlenscheid ohnehin. Die Höhe der Ablösung verdeutlicht den allgemeinen Wert der Hand- und Spanndienste.
- Pacht: Die jährliche Pachtabgabe, wird in Form von Naturalabgaben geleistet. Sie geht an den Verpächter, in diesem Fall das Haus Bilstein.
- Gewinngeld: Dieses wird als eine Gebühr bei der erneuten Pachtvergabe fällig, zuerst alle acht Jahre, dann alle zwölf Jahre.

Die unterschiedlichen Währungsangaben von Goldgulden und Reichstaler lassen zwei unterschiedliche Hauptwährungen erkennen, die auch später immer wieder parallel zu finden sind. Für die Fahlenscheider jedoch lauten die späteren Währungsangaben immer auf Rtl.
Die Formulierung „kleine Halbhöfe“ weist den Fahlenscheider Hofstellen einen Ort in dem damaligen System der Hofgrößen zu. Laut Becker gab es Vollspänner, Halbspänner, Viertelspänner und Kötter. Letztere waren zu arm, um sich ein Spannpferd leisten zu können. Die kleinen Halbhöfe werden also gerade noch zu der mit zwei Pferden ausgestatteten Kategorie der Halbspänner gezählt, was natürlich zu einem höheren Dienstgeld führten musste. Immerhin rangierten mit dieser Taxierung die drei Höfe im oberen Drittel der Größenpyramide.
Die Textstellen vom Kurfürsten und dem Haus Bilstein charakterisieren die grundlegenden Rechtsverhältnisse. Die obersten Grundherrn für die Fahlenscheider sind die Kurfürsten und Erzbischöfe des Herzogtumes Westfalen. Die Ämter stellen die untere Verwaltungsebene des Herzogtums dar. Als dieses tritt für die Fahlenscheider das Amt Bilstein in Erscheinung.
Auffällig bleibt bei der Betrachtung der folgenden unterschiedlichen Quellen, dass die Anzahl der Hofstellen auf dem Fahlenscheid konstant bleibt. Es ist immer von drei Höfen die Rede, so in dem Verzeichnis der an das Haus Bilstein abgelieferten Roggen-, Gerste- und Haferabgaben aus dem Jahr 1612, so in der Ortsbeschreibung des Rahrbacher Pfarrer Everhardis von 1628 in der Lippischen Kontributionsschatzung von 1636/37, dem Kopfschatzregister des Arnsberger Landesständearchiv von 1685 und weiteren hier erwähnten.
Die Literatur zur mittelalterlichen Dorfentwicklung beschreibt Ortschaften wie Fahlenscheid vom Siedlungstypus her als Rodungsweiler. Damit wird eine Ansammlung einer kleinen Anzahl benachbarter Höfe, meist drei bis fünf, in unregelmäßiger Anordnung charakterisiert, im Gegensatz beispielsweise zu einer Reihensiedlung oder einem Straßendorf. Im Bezug auf das Höhenprofil des Kreises Olpe stellt der Fahlenscheid die seltene Form einer Höhensiedlung dar. Nach den Untersuchungen von Lucas trifft die Bezeichnung des Ortstypus „auf freier Höhe“ im Jahre 1812 nur für 3 % der Ortschaften des Kreises Olpe zu. Es ist schon frappierend, dass der hoch gelegene Rodungsweiler Fahlenscheid seine ursprüngliche Form beibehalten hat und über die Jahrhunderte hinweg weder zu einer Wüstung geworden ist noch sich zu einer größeren Siedlungsform weiterentwickelt hat. Somit blieb allen auf dem Fahlenscheid geborenen Kindern, außer dem jeweiligen Haupterben und vielleicht einigen möglichen Beiliegern nur ein Ortswechsel übrig, mit für die männlichen Nachkommen nur geringer Möglichkeit einer Einheirat. Es braucht nicht viel Phantasie, um sich vorzustellen, dass die riesigen Waldflächen auch den Platz für einen vierten, fünften usw. Hof hergegeben hätten, was zudem von Vorteil für das Haus Bilstein und den Erzbischof gewesen wäre. Was den Drei-Höfe-Weiler tatsächlich gehindert hat, zu größeren Häuseransammlungen zu wachsen, wie z. B. Rehringhausen oder das ähnlich hügelige Rhode, wäre einer gesonderten Bearbeitung wert.
Dass die fortschreitende Liberalisierung des Pachtverhältnisses auch im Interesse des Grundherrn sein konnte, mag das Dokument aus dem Jahr 1666 belegen.
Das sogenannte mittelste Gut auf dem Fahlenscheid ist oed und wuest gelegen. Zu seiner Wiederbewirtschaftung erhält der Rahrbacher Interessent Hanß Cordes im Rahmen einer 12-jährigen Pachtvereinbarung folgende Privilegien: Da auf dem Gut weder Haus noch Schuppen stehen, darf er von seinem alten Pachtgut in Rahrbach getrocknetes Holz mit nach Fahlenscheid zum Anfertigen von Fenstern und Türen nehmen. Außerdem erhält er 5 Rhtl. Startgeld, soll für 5 Jahre keine Pacht bezahlen und danach erst die volle Pacht. Bis dieses geschehen ist, zahlen die beiden anderen Fahlenscheider Pächter für die Mitbewirtschaftung der pächterlosen Flächen für 3 Jahre den halben Pfacht.
Wie aus dem Protokoll von 1666 ersichtlich, wurde der vorherige Wiedergewinnungszyklus von acht auf zwölf Jahre verändert. Diese zwölfjährige Zyklusform bleibt für die nächsten 150 Jahre für die drei Fahlenscheider Pachthöfe bestimmend.
In dem Verpachtungsprotokoll von 1695 deutet sich eine bis heute andauernde Verwendung der Fahlenscheider Namen an. Peter Fehrenholt auffm Valenscheid bebaut das unterste Gut, Hanses daselbst bebaut das mittelste Guth und Joannes Hopmann das obriste Guth. Der Name Hopmann ist bis heute in Gebrauch zur Bezeichnung der Familie Stinn, in deren Besitz sich der Hof seit über 150 Jahren befindet. Das Prinzip der Namensnennung nach den Höfebezeichnungen beweist hier seine über 300-jährige Macht. Wieso aber der Name Hanses nur noch knapp 150 Jahre, bis ungefähr 1820 als „Gut Hanses“ lebendig blieb und bei den dann folgenden Hofinhabern mit Namen Limper oder Quast nicht sein Fortsetzung findet, und wieso es bei dem dritten Hof nur 60 Jahre bis zum Übergang von Ferenholt/Fernholt auf den neuen Hofinhaber Greiten dauert, zeigt eine immer wieder überraschende Regellosigkeit in der Dauer der Höfenamen.
Mit Beginn des 18. Jahrhunderts lässt sich eine weitere Veränderung des Pachtrechtes feststellen. Erstmals legen alle drei Inhaber der Pachtgüter in dem Gewinnprotokoll von 1713 Gewinnbriefe vor. Mit der Vergabe eines Gewinnbriefes werden erstmals innerhalb eines kodifizierten Rahmens die gegenseitigen Rechte und Pflichten von Grundherren und Pächter bestimmt. Das wichtigste ist das neue verbriefte Recht, das Pachtgut an die Kinder weitervererben zu können und das, so betont Sommer, auch einklagen zu können. Das bedeutet für die Fahlenscheider Planungssicherheit und sie beginnen mit der Errichtung fester Bauten, die heute das Ortsbild prägen.
Das Gewinnprotokoll von 1766 verdient aus zwei Gründen eine nähere Betrachtung. Darin zeigen sich in der Verwendung der Begrifflichkeiten Anzeichen für ein neues Denken. Hier werden die Fahlenscheider Pächter erstmals als Coloni bezeichnet. Vorher gab es offensichtlich keinen Bedarf an einer funktionellen Bezeichnung der in den Protokollen erwähnten Personen; allenfalls wurden sie als diese drei bezeichnet. Die Verwaltungssprache des 18. Jahrhunderts nimmt zu an Abstraktheit und Entpersönlichung; Individuen werden zu Funktionsträgern. Fortan heißen die einen kurfürstlich/kurkölnische Coloni, das sind die Fahlenscheider. Die anderen heißen Pastoratscoloni; deren Abgaben dienen der Alimentierung des lokalen Klerus. Im Gegensatz zu den dienstpflichtfreien kurkölnischen Coloni mit 12-jähriger Pachtlaufzeit mussten die hand- und spanndienstpflichtigen Pastoratscoloni das Pachtgut alle 6 Jahre neu erwerben.
Zum anderen wirft die Höhe des Gewinngeldes von – wie seit über einhundert Jahren 3 Talern ein aufschlussreiches Licht auf die damaligen monetären Verhältnisse. Eine parallele Quelle berichtet von gravierenden Teuerungen im Gefolge des Siebenjährigen Krieges, wo 1762 das Mütt Roggen (=4 Scheffel) 32 Taler kostet. Hier treten die langandauernden Verzerrungen und Ungerechtigkeiten des spätmittelalterlichen agrarischen Abgabesystems besonders deutlich in Erscheinung.

### Die hessische Zeit und Allodifikation
Das 19. Jahrhundert bringt abermals bedeutsame Veränderungen im Feudalsystem mit sich. Die weitgehende Erstarrung des kurkölnischen Systems neigt sich ihrem Ende entgegen und auch der Fahlenscheid wird von den gewaltigen Veränderungen auf der europäischen Bühne erreicht. Im Rahmen der napoleonischen Eroberungen stellt sich Hessen-Darmstadt an die Seite Napoleons und das geistliche, kurkölnische Herzogtum Westfalen fällt nach 350-jähriger Eigenständigkeit 1802 an Hessen–Darmstadt, personifiziert im Landgrafen Ludwig IX. Wie das letzte Fahlenscheider Pachtprotokoll von 1805 ausweist, bleibt in Bezug auf die zu leistenden Abgaben zunächst alles beim Alten, nur der Empfänger ändert sich. Napoleon hat den Landgrafen Anfang 1805 zwar zum Großherzog befördert, nur hat sich das nicht so schnell herumgesprochen und so zahlen die Fahlenscheider im November 1805 immer noch an die landgräfliche Rentei Bilstein. Am 5. Nov. 1809 verfügt die großherzoglich-hessische Regierung in Darmstadt ein Gesetz mit weitreichenden Folgen. Zum einen ist es die Aufhebung der Kolonatsverhältnisse, zum anderen ist es die Möglichkeit zur Teilung von Bauerngütern im Fall der Vererbung.
Die Pachtgüter wurden nun nicht über Nacht Privateigentum, sondern die Interessenten mussten sich freikaufen (Allodifikation). Was die Höhe des Ablösewertes betrifft, sorgen die unterschiedlichen Angaben in der diesbezüglichen Literatur, so bei Schöne, Hömberg und Becker eher für Verwirrung. Die großherzogliche Verordnung zur Aufhebung der Colonatsverhältnisse von 1809 selbst bestimmt in § 13 für die zu ermittelnde jährliche Grundrente den durchschnittlichen Pachtbetrag der letzten 30 Jahre, für die Ablösung des Gewinngeldes in § 14 den Durchschnittswert der letzten 2 bis 3 Gewinngelder, und in § 17 den Betrag der Ablösung der Vieh- und Naturalabgaben in Form des gemittelten Geldpreises der letzten 25 Jahre. Die Höhe der jährlichen Grundrente errechnete sich aus der Aufsummierung der unterschiedlichen Ablösungspositionen. Die Grundrente konnte, wie es §§ 20 und 21 bestimmten, auf einen Schlag abgelöst werden, sie war loskäuflich zum 25-fachen Betrag der errechneten jährlichen Grundrente.
Als erstes nutzt der wohlhabende Henrich Quiter auf dem Hanses Hof, heute Quast, die Gunst der Stunde. Der Allodifizierungsschriftverkehr mit dem großherzoglichen Oberforst-Kolleg in Darmstadt 1810/1811 ist erhalten geblieben. In seinem Ablösungsgesuch errechnet er zur Ablösung von den Grundlasten den Wert von 550 fl. (Florentiner Gulden). Die Behörde jedoch errechnet den Wert von 628 fl. und fragt, ob Quiter diese Summe zu zahlen bereit sei, anderenfalls finde das Gesuch nicht statt. Die Praxis der Allodifizierung, so demonstriert das Beispiel, dürfte einzelfallbezogen und damit noch variantenreicher sein, als in der verfügbaren Literatur berichtet.
Die Allodifizierung der Pachtgüter Greiten und Hunold/Stinn hingegen zeigt einen gänzlich anderen Verlauf. In den Grundakten von 1838 aus der preußischen Zeit heißt es, dass ihren Inhabern Haus und alle Grundstücksflächen „angeblich ab intestato“ vererbt worden seien, bei Greiten von seinem im Jahre 1807 verstorbenen Vater, bei Hunold von seinem im Jahre 1817 verstorbenen Vater. Beim näheren Hinsehen stößt man auf einige Ungereimtheiten, die den Verdacht nähren, dass Greiten und Hoppmann die administrativen Wirren der damaligen Zeit ausgenutzt haben, um einen Nichtbesitz als Besitz auszugeben. Preußen löst 1816 Hessen-Darmstadt als Landesherrn ab und es scheint, als ob sich die neue preußische Verwaltung nicht lange mit ungeklärten Altlasten befassen wolle. Sie weist alle drei Hofinhaber mit der gleichen Grundbuchformulierung in ihr neues Eigentum ein: „Der ruhige und ungestörte Besitz des Besitzers seit 1.ten Dezember 1825 ist nachgewiesen“.
Wilhelm Hunold von Hoppmann ist von 1836 bis 1860 Pächter eines Hofes in Fahlenscheid, wie aus einem Pachtvertrag, der im Landesarchiveinzusehen ist, nachzusehen ist.
Dort unter „Fahlenscheid“ ist auch nachzulesen, dass 1691 die Fahlenscheider die Bannmühle in Bielstein aufsuchen mussten.
Die Erbteilungsmöglichkeit aus der hessischen Zeit bleibt in der preußischen Zeit längere Zeit in Kraft und hinterlässt auf dem Fahlenscheid ihre Spuren. Zunächst wird aus dem Gesamtbesitz des Greiten-Hofes um 1820 eine Parzelle für einen Nachkommen namens Eustachius abgesplittert. Der als „Stacheses“ bezeichnete Minikotten hat keine Überlebenschance. Die drei Söhne wandern 1854 und 1856 nach Amerika aus, die Flächen fallen an Hopmann und Greiten und die Kate verschwindet wieder. 1846 wird der Greiten-Hof unter die sechs Geschwister aufgeteilt, 1860 jedoch wieder reintegriert. Den Hof Limper erwirbt im Jahr 1871 der Ackersmann Heinrich Quast für 3750 Thaler. Nach seinem Tod kommt es 1885 zur Aufteilung des Hofes unter die Witwe Quast und die sieben Kinder. Auch dieser Hof wird später wieder zusammengeführt. Der aus Rehringhausen stammende Ackersmann Josef Stinn erwirbt 1848 für 1000 Thaler den in Konkurs gegangenen Vorgängerhof Hopmann/Hunold; über die männliche Linie bleibt der Hof ungeteilt. Das Anerbengesetz von 1898, das Reichserbhofgesetz von 1933 und die Höferolle von 1949 schützen alle drei Höfe vor erneuter Aufteilung.

### Die Fahlenscheider Jahnschaft
Der Ursprung der Fahlenscheider Jahnschaften selbst liegt in der bedeutenden Großherzoglich-Hessischen Forstverordnung von 1810 und der preußischen Gemeinheitsteilungsordnung von 1821 begründet, nachdem die oben genannte hessische Verordnung zur Aufhebung der Colonatsverhältnisse zu den gleichen Konditionen auch die Aufhebung des grundherrlichen Waldbesitzes bestimmt hatte. Die einzelnen Wald- und Haubergsflächen, über die die Fahlenscheider zunächst verfügten, wurden dann – auch gegen den möglichen Widerstand der Einzelbesitzer – 1810 und 1821 zu gemeinschaftlich zu nutzenden Großflächen, der heutigen Jahnschaft, zusammengelegt. Das geschah letztlich, um den fortschreitenden Devastierungserscheinungen, bedingt durch eine rücksichtslose Ausbeutung der Waldflächen, begegnen zu können. Die nach gemeinsamen Beschluss zur Nutzung freigegebenen Haubergsflächen und deren Nutzungsanteile wurden als Jähne bezeichnet. Als eine der wenigen Jahnschaften sind die Eigentumsanteile der Fahlenscheider 1838 in das Grundbuch eingetragen. Für Greiten und Hunold/Hopmann zeigen sich in Bezug auf den Eigentumserwerb der Jahnschaftsparzellen die gleichen Widersprüchlichkeiten, wie sie oben schon angedeutet wurden: Von den verstorbenen Vätern angeblich ab intestato ererbt. Unklar bleibt, nach welchen Kriterien die Einzelparzellen aus dem ehemals kurkölnischen, grundherrlichen Gesamtareal herausgeschnitten wurden.

### Das Urkataster und der Hauberg
Aufgrund der Gleichheit der Pachtabgaben in der Vergangenheit war immer eine gleiche Größe der drei Hofstellen vermutet worden. Erst mit dem Urkataster von 1831 lässt sich diese Vermutung verifizieren: Jeder Hof verfügt zu dieser Zeit etwa über 60 Morgen Kulturland und etwa 20 Morgen Privatwald. Diese Größe, allerdings ohne Privatwald, verhalf zu einer Jahrhunderte andauernden überlebensfähigen Existenz, auch in Zeiten krisenhafter landwirtschaftlicher Verhältnisse. Nach den Allodifizierungen kommen noch etwa 180 Morgen gemeinschaftlich genutzte Waldungen, die Jahnschaft, dazu, an der jeder mit einem Drittel Besitz- und damit Stimmanteil im Grundbuch eingetragen ist. Das vermochte die für die landwirtschaftliche Nutzung nachteilige Höhenlage reichhaltig zu kompensieren.
Die Jahnschaftsflächen tragen im Urkataster die Bezeichnung „Hauberg“. Dieser bezeichnet einen völlig anderen Waldnutzungstypus als z. B. den Hochwald. Als Niederwald, bestehend aus niederstämmigem Laubholz, hat ein Hauberg eine wesentlich kürzere Umtriebszeit; für Fahlenscheid galt eine Umtriebszeit von 16 Jahren. Bei einem Abtrieb wird die festgelegte Haubergsfläche völlig kahl geschlagen und nach dem Abräumen in Brand gesetzt. Daraus ergibt sich für den Jähner ein vielfältiger und lukrativer Nutzen: von Feuer-, Bau- und Meilerholz bis zur Eichenrinde für die Lohegewinnung. In die Asche wird über mehrere Jahre Getreide gesät, was zu einer vorübergehenden Verdoppelung der landwirtschaftlichen Nutzfläche führt.
Nach Klutmann führten zwei gravierende Bedingungen zum Niedergang der Haubergswirtschaft. Zum einen war es die durch das Rahrbacher Kirchspiel führende, 1870 eröffnete Ruhr-Sieg-Eisenbahnlinie, die Steinkohle in großen Mengen zu günstigen Preisen in das Siegerland schaffen konnte. Die Siegerländer Hochöfen wechselten von Holzkohlebefeuerung zu Koksbefeuerung und die Preise für das Meilerholz rutschten in den Keller. Zum anderen war es das ab 1875 aus Südamerika importierte Quebracheholz, mit dessen Gerbsäure sich die Häute sehr viel schneller gerben ließen; die einheimische Eichenlohe erlebte einen Preissturz. Der weit vorausschauende Olper Oberförster Möllendiek drängte als Ersatz für die im Abstieg begriffene Niederwaldkultur auf die Einführung einer Hochwaldkultur. Die heute das Fahlenscheider Bild heute prägende Fichtenmonokulturen in den Jahnschaften entstanden erst etwa vor 130 Jahren.

### Die Kapelle
Ein bezeichnendes Licht auf die traditionell religiös verwurzelte Einstellung der Fahlenscheider wirft die Erbauung einer Kapelle. Nach Erteilung der erblichen Pacht errichteten die damaligen Hofinhaber Hanses, Hopmann und Greiten in Gemeinschaftsarbeit auf dem kurfürstlichen Grund und Boden das kleine Gotteshaus. Das glanzvolle Ereignis der Weihe 1730 hat der damalige unglückselige Rahrbacher Pfarrer Spiekermann in dem Fahlenscheider Kapellenbuch festgehalten. Den Bewohnern wird die Sicherung des Bauwerks aufgetragen. Eine akzeptable Übersetzung des barocken lateinischen Weihetextes kann bei Pawelke/Runte nachgelesen werden und ist soweit bekannt. Unbekannt war jedoch bislang, und das geht aus dem zweiten Teil des Kapellenbuches hervor, dass die Kapelle ab 1775 gegen Hinterlegung von Sicherheiten Geld verleiht. Als um 1800 ein Rahrbacher Schuldner Konkurs anmelden muss, fällt das als Pfand hinterlegte Waldgrundstück an die Kapelle. Es ist der Grundstock des heute etwa drei Hektar großen Kapellengrundstücks.
Wer glaubte, mit der Säkularisation und der Allodifizierung seien alle kirchlichen Rechte erloschen, wird auf den weiteren Seiten der Grundakten eines Besseren belehrt. Bei allen drei Fahlenscheider Höfen findet sich in den Grundbüchern der Eintrag aus dem Jahr 1838, dem Rahrbacher Pastor jährlich an Margaretentag drei viertel Bilsteiner Maß Hafer und an Ostern fünf Eier zu liefern; die Abgabe an die Küsterei beträgt ein Viertel Bilsteiner Maß Hafer und fünf Pfund Brot. Für den Hof Stinn kommt noch die Zusatzabgabe einer Grundrente an das Domanialstift in Siegen, bestehend aus einer jährlichen Lieferung von Roggen, Hafer und 2 Talern dazu, zahlbar an Martini. Die Verpflichtung zur Abgabe von Naturalien zugunsten der Rahrbacher Kirche findet sich damals bei einer ganzen Reihe von Rahrbacher und Kruberger Höfen. Diese Art Einträge hätte man getrost der Entsorgung durch die Geschichte anvertrauen können, wenn nicht im Jahre 1979 folgender prekärer Fall aufgetreten wäre. Wie Pawelke/Runte berichten, sah sich ein Kirchhundemer Geldinstitut im Rahmen einer Zwangsversteigerung mit dem Problem einer lastenfreien Abgabe eines mit diesem Meßhafer und Küsterbrot belasteten Hofes konfrontiert; der neue Käufer beharrte darauf. Finanzexperten des erzbischöflichen Stuhls in Paderborn wussten Rat und errechneten entsprechende Ablösesummen. Auch hier besteht noch Forschungsbedarf über das Zustandekommen der kirchlichen Abgabeverpflichtungen aus dem Jahr 1838 und die Art ihrer Beendigung für die Höfe des Fahlenscheids.
In den folgenden einhundert Jahren scheinen die Fahlenscheider, ohne große Veränderungen ruhig und in wirtschaftlich soliden Verhältnissen lebend, ihre Angelegenheiten weitgehend unter sich ausgemacht zu haben. Weder finden sich Fahlenscheider als gewählte Volksvertreter im Rahrbacher Gemeindeparlament, noch befasst sich das Gemeindeparlament mit dem Fahlenscheid.

### Fahlenscheid im Zweiten Weltkrieg
Der letzte Krieg unterbricht die Ruhe zunächst nicht, aber dann sind es im Wesentlichen drei Ereignisse, die den Fahlenscheidern auf je eigene Weise die Bedeutung von Krieg vor Augen führen. Zum einen ist es eine 1941 gemeinsam begangene Schwarzschlachtung, durch die es zu einer dramatischen Bedrohung für den kleinen Ort kommt. Nach dem Auffliegen der Sache müssen alle drei Hofinhaber mit einer Verurteilung zu einer Freiheitsstrafe von unbekanntem Ausmaß rechnen, zu verbüßen in unkalkulierbaren Einrichtungen. Das hätte zur weiteren Folge gehabt, dass die auf den Höfen eingesetzten polnischen und russischen Kriegsgefangenen als einzige männliche Arbeitskräfte die Landwirtschaft des abgelegenen Weilers zu bewerkstelligen gehabt hätten. Von den Beschuldigten übernimmt jedoch nur einer die Verantwortung für die gemeinsam begangene Straftat und stellt sich als alleiniger Schuldiger der NS-Justiz zur Verfügung. Gegenüber dem in Siegen tagenden Dortmunder Sondergericht verschweigt er die Namen der Mitbeteiligten und wird 1942 wegen Kriegswirtschaftsverbrechen zu einer zweijährigen Gefängnisstrafe in Bochum verurteilt. Da Eingaben von lokalen NS-Behörden und Privatpersonen 1943 und 1944 immer wieder eine Haftunterbrechung des Fahlenscheiders wegen Feldbestellung und Ernte bewirkt hatten, stellt die Oberstaatsanwalt Dortmund nach dem Zusammenbruch des Dritten Reiches fest, dass noch 2 Monate und 18 Tage an der Abbüßung der festgesetzten Strafzeit fehlen. 1947 wird die Restzeit durch Zahlung einer Geldbuße von 450 RM und einer dreijährigen Bewährungszeit ausgesetzt. Im Februar 1950 wird das Urteil auf Grund einer Verfügung der Oberstaatsanwaltschaft in Dortmund auf dem Gnadenwege aufgehoben.
Zum zweiten ist es die Situation des zu Ende gehenden Krieges, als vom Siegerland kommend große Mengen von Flüchtenden und Soldaten den kleinen Weiler überfluten. Vorübergehend setzen sie sich in den Häusern fest, belagern die Dachboden und aus den Wohnzimmern funken die Fernmeldeeinheiten: Rhode, Rhode, Rhode. Der Haupttross wird von Tieffliegern beschossen. Dutzende von Pferdekadavern, zerstörten Militärfahrzeugen und Rote-Kreuz-Autos säumen den Weg von Kruberg hoch. Die Häuser bleiben von Zerstörung oder Brand verschont, über die zerbrochenen Fensterscheiben regt sich niemand auf. Um den 10. April 1945 besetzen amerikanische Truppen mit ihren Panzern den Fahlenscheid und nun funken diese in den Wohnzimmern Rhode, Rhode, Rhode. Bei ihrem Rückzug nach einigen Tagen lassen sie etwa 60 kg Fleisch- und Wurstwaren entschädigungslos mitgehen. Dennoch haben die Fahlenscheider die Amerikaner als freundlich und kinderlieb in Erinnerung behalten.
Zum dritten ist es die gefährliche Situation nach dem Krieg, als die nun freien Kriegsgefangenen beginnen, die Höfe zu terrorisieren. Der Stinn-Hof wird von dem eigenen ehemaligen Zwangsarbeiter attackiert, nachdem dieser die beiden anderen zur Mithilfe erpresst hat. Die Besitzerin zwingen die Drei mit vorgehaltenen Waffen zur Herausgabe von Schmuck und Uhren. Von den Nachbarhöfen wird die Militärpolizei alarmiert. Angesichts der herannahenden Militärpolizei verstecken die Plünderer ihre Waffen auf dem Greiten-Hof und informieren anschließend die Militärpolizei, dass auf dem Greiten-Hof Waffen versteckt seien. Der Besitzer des Greiten-Hofes wird daraufhin verhaftet und verbringt einige Wochen im Gefängnis. Dem englischen Militärrichter in Olpe gelingt jedoch die Darstellung des wahren Sachverhalts. Der Hofbesitzer wird frei gelassen und die drei Übertäter werden kurzzeitig in Haft genommen. An die englische Besatzungsarmee liefern die drei Höfe im Juli 1945 Einrichtungsgegenstände ab: jeder Bettgestelle, Matratzen, Keilkissen und jeder ein Nachthemd.

### Die heutige Zeit
In der heutigen Zeit kommt es zu erneuten gravierenden Veränderungen auf dem Fahlenscheid. Die Auflösung des geschlossenen alten Ortsbildes begann im Januar 1954 mit einem verheerenden Brand, der den Hof Greiten erfasste. Da das Löschwasser wegen der grimmigen Kälte in den Schläuchen gefror, brannte das gesamte landwirtschaftliche Anwesen bis auf die Grundmauern nieder. Die Besitzer verlegten den landwirtschaftlichen Betrieb vom Fahlenscheid nach Rothenborn/Wenden, und das ehemalig stattliche Gehöft tritt heute nur noch als unattraktive Brandruine in Erscheinung. Damit werden sich auch die Besitzstrukturen der drei Höfe und der Jahnschaft, die über 400 Jahre in einem gleich starken, ausgewogenen Verhältnis zueinander standen, langsam aber stetig verschieben. Eine zweite Änderung des alten Ortsbildes ereignete sich 15 Jahre später mit der Aussiedlung des Hofes Stinn im Jahre 1969. Der neue Hof wurde etwas oberhalb der alten Hofstelle an der neu erbauten Kreisstraße K 18 errichtet. Das alte Hofgebäude bleibt zwar erhalten, aber die Zeiten, als die drei Höfe über ihre jeweiligen Hauseingänge in Sichtbeziehung zueinander standen, sind vorbei. Ebenso vorbei sind die Zeiten der alljährlichen Maiandachten und die Tradition des täglichen Angelus-Läutens, das über 225 Jahre Bestand hatte. Nur noch die 1957 neu errichtete Kapelle und der Hof Limper/Quast sind von dem jahrhundertealten geschlossenen Ortsbild mit drei Höfen an ihren alten Plätzen erhalten geblieben. Die in den 1960er Jahren erstellte neue Kreisstraße und der Skilift entlassen den idyllischen Weiler aus seiner alten abgeschiedenen Lage und machen ihn zu Recht zugänglich für andere Wirtschaftsformen als die tradierten agrarischen, so z. B. für den Fremdenverkehr und den Wintersport, die von zunehmender Bedeutung sein werden.
Von den derzeitigen Hofinhabern lässt sich die Anwesenheit der Familie Stinn, wie schon erwähnt, bis zum Jahr 1848 zurückverfolgen. Die Familie Quast bewirtschaftet den Hof seit 1871. Die Familie Greiten kann in ununterbrochener männlicher Linie bis zum Jahr 1702 nachgewiesen werden. Die Anzahl der Bewohner erreicht während des Krieges wegen der Evakuierungen mit 30 Personen ihren Höchststand; zurzeit sind es 15 Personen, der gleichen Zahl wie 1543.
Während der COVID-19-Pandemie in Deutschland kam es nach Weihnachten 2020 zu einem Parkchaos an der an das Skigebiet Fahlenscheid angrenzenden Kreisstraße. Tagestouristen, vor allem Familien, fuhren zum Skigebiet Fahlenscheid um den zuvor gefallenen Schnee zu bestaunen und zum Rodelschlitten fahren, obwohl Ski- und Rodelpisten geschlossen waren. Das Ordnungsamt der Stadt Olpe sperrte den Parkplatz. Trotz Durchfahrverbot wurde auf dem Parkplatz und den angrenzenden Wegen geparkt.